# ایپسوس
ایپسوس (Ipsos) یک شرکت تحقیقات جهانی بازار و متخصص در نظرسنجی است که مقر اصلی آن در پاریس قرار دارد. ایپسوس در سال ۲۰۱۲ در ۸۴ کشور دفتر داشت.
ایپسوس در اکتبر ۲۰۱۱ شرکت سینوویت Synovate را در خود ادغام کرد و از این طریق به عنوان سومین بنگاه بزرگ تحقیقات و نظرسنجی جهان درآمد.
شرکت تحقیقات بازار ایپسوس در سال ۱۹۷۵ تأسیس شد و سهام آن از یکم ژوئیه ۱۹۹۹ به‌طور عمومی در بازار بورس پاریس دادوستد می‌شود. از سال ۱۹۹۰ گروه ایپسوس شرکت‌های متعددی را در نقاط مختلف جهان تأسیس یا خریداری کرده‌است.